# Denys Kozhanov
Denys Kozhanov (en ukrainien : Денис Станіславович Кожанов, Denys Stanislavovytch Kojanov) est un footballeur ukrainien, né le 13 juin 1987 à Marioupol. Il évolue au poste de milieu offensif au FK Mynaï.

## Palmarès
Vierge